# Arctosa ningboensis
Arctosa ningboensis är en spindelart som beskrevs av Yin, Bao och Zhang 1996. Arctosa ningboensis ingår i släktet Arctosa och familjen vargspindlar. Inga underarter finns listade i Catalogue of Life.